# Fine Line
Fine Line – drugi album studyjny brytyjskiego piosenkarza i autora tekstów Harry’ego Stylesa, wydany 13 grudnia 2019 roku nakładem wytwórni Erskine i Columbia Records. Jest to jego pierwszy materiał wypuszczony po dwuletniej przerwie od czasu premiery swojego debiutanckiego albumu w maju 2017 roku. Podczas przygotowań projektu, Styles współpracował z takimi producentami, jak Kidem Harpoonem, Jeffem Bhaskerem, czy Tylerem Johnsonem.
11 października 2019 roku, w tym przypadku w Międzynarodowy Dzień Wychodzenia z Szafy wydano główny singel promujący album, „Lights Up” wraz z teledyskiem na oficjalny kanał artysty w serwisach Vevo i YouTube. Ów utwór do tej pory dotarł na miejsce 3. listy UK Singles Chart, odpowiednio pierwszą piątkę i dziesiątkę irlandzkiego oraz szkockiego notowania, a także objął pozycję siedemnastą Billboard Hot 100. Drugi singel, „Watermelon Sugar” został wypuszczony tuż po występie Stylesa w programie Saturday Night Live w sobotę, 16 listopada br. Trzeci singel, „Adore You” stał się dla piosenkarza trzecim singlem, który objął pierwszą dziesiątkę brytyjskiego notowania.

## Lista utworów
| Edycja standardowa | Edycja standardowa           | Edycja standardowa                                      | Edycja standardowa                   | Edycja standardowa |
| Nr                 | Tytuł utworu                 | Autorzy                                                 | Produkcja                            | Długość            |
| ------------------ | ---------------------------- | ------------------------------------------------------- | ------------------------------------ | ------------------ |
| 1.                 | „Golden”                     | Harry Styles, Mitch Rowland, Thomas Hull, Tyler Johnson | Kid Harpoon, Johnson                 | 3:28               |
| 2.                 | „Watermelon Sugar”           | Styles, Rowland, Kid Harpoon, Johnson                   | Kid Harpoon, Johnson                 | 2:53               |
| 3.                 | „Adore You”                  | Styles, Hull, Amy Allen, Johnson                        | Kid Harpoon, Johnson                 | 3:27               |
| 4.                 | „Lights Up”                  | Styles, Johnson, Thomas Hull                            | Johnson                              | 2:52               |
| 5.                 | „Cherry”                     | Styles, Johnson, Sammy Witte, Hull, Jeff Bhasker        | Kid Harpoon, Johnson, Bhasker, Witte | 4:19               |
| 6.                 | „Falling”                    | Styles, Hull                                            | Kid Harpoon                          | 4:00               |
| 7.                 | „To Be So Lonely”            | Styles, Rowland, Hull, Johnson                          | Kid Harpoon, Johnson                 | 3:12               |
| 8.                 | „She”                        | Styles, Rowland, Hull, Bhasker                          | Kid Harpoon, Bhasker                 | 6:02               |
| 9.                 | „Sunflower, Vol. 6”          | Styles, Greg Kurstin, Hull                              | Kurstin, Kid Harpoon                 | 3:41               |
| 10.                | „Canyon Moon”                | Styles, Hull, Rowland                                   | Kid Harpoon                          | 3:09               |
| 11.                | „Treat People with Kindness” | Styles, Bhasker, Ilsey Juber                            | Bhasker                              | 3:17               |
| 12.                | „Fine Line”                  | Styles, Rowland, Hull, Johnson, Witte                   | Kid Harpoon, Johnson, White          | 6:17               |
|                    |                              |                                                         |                                      | 46:37              |

## Notowania
| Lista przebojów (2019–21)           | Najwyższa pozycja |
| ----------------------------------- | ----------------- |
| Australia (ARIA Charts)             | 1                 |
| Austria (Ö3 Austria Top 40)         | 7                 |
| Belgia (Ultratop Flandria)          | 1                 |
| Belgia (Ultratop Walonia)           | 28                |
| Czechy (ČNS IFPI)                   | 4                 |
| Dania (Album Top-40)                | 4                 |
| Finlandia (Suomen virallinen lista) | 5                 |
| Francja (SNEP)                      | 36                |
| Hiszpania (PROMUSICAE)              | 11                |
| Holandia (MegaCharts)               | 1                 |
| Irlandia (IRMA)                     | 1                 |
| Islandia (Tonlist)                  | 2                 |
| Japonia (Oricon)                    | 52                |
| Kanada (Billboard Canadian Albums)  | 1                 |
| Korea Południowa (Gaon Chart)       | 40                |
| Litwa (AGATA)                       | 1                 |
| Niemcy (Media Control Charts)       | 14                |
| Norwegia (VG-Lista)                 | 2                 |
| Nowa Zelandia (Recorded Music NZ)   | 1                 |
| Polska (OLiS)                       | 5                 |
| Portugalia (AFP)                    | 1                 |
| Słowacja (ČNS IFPI)                 | 6                 |
| Stany Zjednoczone (Billboard 200)   | 1                 |
| Szwajcaria (Alben Top 100)          | 6                 |
| Szwecja (Sverigetopplistan)         | 1                 |
| Węgry (MAHASZ)                      | 15                |
| Wielka Brytania (OCC)               | 2                 |
| Włochy (FIMI)                       | 7                 |

## Certyfikaty
| Kraj                         | Certyfikat         | Sprzedaż   |
| ---------------------------- | ------------------ | ---------- |
| Australia (ARIA)             | 2× platynowa płyta | 70 000+    |
| Belgia (BEA)                 | złota płyta        | 15 000+    |
| Brazylia (Pro-Música Brasil) | platynowa płyta    | 40 000+    |
| Dania (IFPI)                 | platynowa płyta    | 20 000+    |
| Francja (SNEP)               | złota płyta        | 50 000+    |
| Kanada (Music Canada)        | 2× platynowa płyta | 160 000+   |
| Meksyk (AMPROFON)            | platynowa płyta    | 90 000+    |
| Norwegia (IFPI Norway)       | platynowa płyta    | 20 000+    |
| Nowa Zelandia (RMNZ)         | 2× platynowa płyta | 30 000+    |
| Polska (ZPAV)                | diamentowa płyta   | 100 000+   |
| Stany Zjednoczone (RIAA)     | 2× platynowa płyta | 2 000 000+ |
| Szwecja (GLF)                | platynowa płyta    | 30 000+    |
| Wielka Brytania (BPI)        | platynowa płyta    | 300 000+   |
| Włochy (FIMI)                | platynowa płyta    | 50 000+    |

## Historia wydania
| Obszar     | Data            | Format                                                   | Wersja      | Wytwórnia                         | Przypisy             |
| ---------- | --------------- | -------------------------------------------------------- | ----------- | --------------------------------- | -------------------- |
| Cały świat | 13 grudnia 2019 | Digital download, media strumieniowe, CD, płyta winylowa | Standardowa | Erskine Records, Columbia Records | [ 81 ] [ 82 ] [ 83 ] |
| Cały świat | 13 grudnia 2019 | CD                                                       | Deluxe      | Erskine Records, Columbia Records | [ 84 ]               |